# Granace
Granace (en cors Granaccia) és un municipi francès, situat a la regió de Còrsega, al departament de Còrsega del Sud. L'any 1999 tenia 61 habitants.

## Demografia
| 1962 | 1968 | 1975 | 1982 | 1990 | 1999 |
| ---- | ---- | ---- | ---- | ---- | ---- |
| 64   | 93   | 72   | 107  | 82   | 61   |

## Administració
| Període   | Identitat         | Partit | Qualitat |
| --------- | ----------------- | ------ | -------- |
| 2001-2008 | Désiré Léandri    |        |          |
| 2008-     | Jean-Yves Léandri |        |          |